# Yecapixtla
Fachada da igreja São João Batista em Yecapixtla
Yecapixtla é um município mexicano localizado a nordeste do estado de Morelos. Sua população em 2010 foi estimada em 39 859 habitantes e possui uma área de 192.33 km².